# Myrna Veenstra
Myrna Veenstra, född den 4 mars 1975 i Goes, Nederländerna, är en nederländsk före detta landhockeyspelare.
Hon tog OS-brons i damernas landhockeyturnering i samband med de olympiska landhockeytävlingarna 2000 i Sydney.